# Газофазная эпитаксия
Газофа́зная эпитаксия — получение эпитаксиальных слоев полупроводников путём осаждения из паро-газовой фазы. Наиболее часто применяется в технологии кремниевых, германиевых и арсенид-галлиевых полупроводниковых приборов и интегральных схем,.
Процесс проводится при атмосферном или пониженном давлении в специальных реакторах вертикального или горизонтального типа. Реакция идёт на поверхности подложек (полупроводниковых пластин), нагретых до 400—1200 °C (в зависимости от способа осаждения, скорости процесса и давления в реакторе). Разогрев подложек осуществляется инфракрасным излучением, индукционным или резистивным способом. Понижение температуры процесса ниже предельной для данных конкретных условий осаждения ведет к формированию поликристаллического слоя. С другой стороны, оно дает возможность снизить ширину диффузионной переходной области между эпитаксиальным слоем и подложкой, наличие которой ухудшает характеристики получаемых приборов.
Существуют два основных способа получения эпитаксиальных слоев кремния методом газофазной эпитаксии:
- водородное восстановление тетрахлорида кремния (SiCl4), трихлорсилана (SiHCl3) или дихлорсилана (SiH2Cl2);
- пиролитическое разложение моносилана

## Хлоридный метод
При использовании в качестве источника тетрахлорида кремния суммарная реакция может быть записана в виде:
SiCl4+2H2(сухой)=Si+4HCl
Реакция обратимая, и при повышении температуры и/или концентрации хлорида начинает идти в обратную сторону. Реакции восстановления трихлорсилана и дихлорсилана являются промежуточными в реакции водородного восстановления тетрахлорида кремния. Поэтому их применение в качестве источников кремния позволяет повысить технико-экономические показатели процесса. В то же время при выборе источника учитывают специфику применяемых веществ. Трихлорсилан и тетрахлорид кремния при комнатной температуре являются жидкими, а дихлорсилан — газообразным. Тетрахлорид кремния является менее опасным при хранении и транспортировке, поэтому трихлорсилан обычно используют при наличии его собственного производства.
В целом процесс водородного восстановления тетрахлорида кремния может быть описан следующей системой реакций,:
- SiCl4 + H2 <--> SiHCl3 + HCl;
- SiHCl3 + H2 <--> SiH2Cl2 + HCl;
- SiH2Cl2 <--> SiCl2 + H2;
- SiHCl3 <--> SiCl2 + HCl;
- SiCl2 + H2 <--> Si + 2HCl

Скорость роста слоя — 0,1-2,0 мкм/мин в зависимости от источника кремния, температуры и давления. Она пропорциональна концентрации кремнийсодержащего компонента в парогазовой фазе.
Ограничения метода: невозможно наращивать эпитаксиальную плёнку на сапфировых подложках, поскольку хлористый водород при этих условиях травит сапфир.

## Силановый метод
SiH4=Si+2H2
Разложение происходит при t=1050 °C, что, по сравнению с хлоридным методом, замедляет диффузию и уменьшает вредный эффект автолегирования. Благодаря этому, данным методом удаётся получать более резкие переходы между слоями.

## Легирование
Легирование эпитаксиальных слоёв осуществляется одновременно с их ростом реактивным способом (добавлением легирующей примеси в паро-газовую смесь).

### Газообразные примеси
Газообразные примеси в большинстве случаев позволяют строить более простую установку, однако нестабильны при хранении и высокотоксичны (фосфин, диборан, арсин)
Наиболее часто в этом качестве используется арсин AsH3.

### Жидкие примеси
Жидкие легирующие примеси заливают в отдельный термостатированный дозатор барботажного типа (если примесь плохо испаряется) или испарительного типа (если хорошо испаряется), в который подают газ-носитель H2. Однако в этом случае труднее регулировать концентрацию примеси в эпитаксиальном слое.

### Твёрдые примеси
Твёрдые легирующие примеси распыляются искровым разрядом и далее транспортируются в реакционную камеру водородом, либо испаряются в низкотемпературной зоне печи (для данного метода строятся двухзонные печи).

### Автолегирование
Наряду с целенаправленным легированием при эпитаксии происходит также автолегирование — перенос примеси из сильнолегированного слоя в слаболегированный. Основным механизмом автолегирования является диффузия примеси. Однако при осаждении слаболегированных слоев возможена также сублимация примеси из сильнолегированной подложки и её перенос через газовую фазу с последующим встраиванием в растущий слаболегированный слой,.

## Физические методы ГФЭ
К методам газофазной эпитаксии, в которых исходные вещества испаряются различными способами, а затем конденсируются на подложку без участия в химических реакциях, относятся технологии осаждения из молекулярных пучков в вакууме (Молекулярно-пучковая эпитаксия), мгновенного испарения, «горячей стенки», а также методы катодного распыления и осаждения.